# Naruto: Shippuden (sezonul 19)
Naruto: Shippuden – Sezonul 19: Pe Urmele lui Naruto - Istoria Prietenilor Săi (2015)
Episoadele din sezonul nouăsprezece al seriei anime Naruto: Shippuden se bazează pe partea a doua a seriei manga Naruto de Masashi Kishimoto. Sezonul nouăsprezece din Naruto: Shippuden, serie de anime, este regizat de Hayato Date și produs de Studioul Pierrot și TV Tokyo și a început să fie difuzat pe data de 8 ianuarie 2015 la TV Tokyo și s-a încheiat la data de 21 mai 2015.
Episoadele din sezonul nouăsprezece al seriei anime Naruto: Shippuden fac referire la Examenele Chunin care au loc între Naruto și Naruto: Shippuden.

## Lista episoadelor
| Nr. Ep. Original | Nr. Ep. Serie | Nr. Ep. Sezon | Titlu                                 | Apariție          |
| ---------------- | ------------- | ------------- | ------------------------------------- | ----------------- |
| 614              | 394           | 1             | Noile examene chunin                  | 8 ianuarie 2015   |
| 615              | 395           | 2             | Examenele chunin încep                | 15 ianuarie 2015  |
| 616              | 396           | 3             | Cele trei întrebări                   | 22 ianuarie 2015  |
| 617              | 397           | 4             | Un adevărat lider                     | 29 ianuarie 2015  |
| 618              | 398           | 5             | Noaptea de dinaintea rundei a doua    | 5 februarie 2015  |
| 619              | 399           | 6             | Supraviețuirea în Deșertul Demon      | 12 februarie 2015 |
| 620              | 400           | 7             | În calitate de specialist în taijutsu | 19 februarie 2015 |
| 621              | 401           | 8             | Cel determinat                        | 26 februarie 2015 |
| 622              | 402           | 9             | Scăpare vs. urmărire                  | 5 martie 2015     |
| 623              | 403           | 10            | Curaj de neclintit                    | 12 martie 2015    |
| 624              | 404           | 11            | Necazurile lui Tenten                 | 19 martie 2015    |
| 625              | 405           | 12            | Perechea captivă                      | 26 martie 2015    |
| 626              | 406           | 13            | Locul de care aparțin                 | 2 aprilie 2015    |
| 627              | 407           | 14            | Clanul Yamanaka: Ninjutsul secret     | 9 aprilie 2015    |
| 628              | 408           | 15            | Păpușa blestemată                     | 16 aprilie 2015   |
| 629              | 409           | 16            | Spatele lor                           | 23 aprilie 2015   |
| 630              | 410           | 17            | Planul secret se pune în mișcare      | 30 aprilie 2015   |
| 631              | 411           | 18            | Bestia cu cozi țintită                | 7 mai 2015        |
| 632              | 412           | 19            | Judecata lui Neji                     | 14 mai 2015       |
| 633              | 413           | 20            | Speranțe încredințate viitorului      | 21 mai 2015       |